# أماندا شول
أماندا شول (بالإنجليزية: Amanda Schull)‏ مواليد 26 أغسطس 1978 في هونولولو، هاواي، الولايات المتحدة، هي ممثلة أمريكية بدأت مسيرتها الفنية عام 1999.

## وصلات خارجية
- أماندا شول على موقع IMDb (الإنجليزية)
- أماندا شول على موقع ألو سيني (الفرنسية)
- أماندا شول على موقع أول موفي (الإنجليزية)
- أماندا شول على موقع قاعدة بيانات الأفلام السويدية (السويدية)
- أماندا شول على موقع قاعدة بيانات الفيلم (الإنجليزية)
- أماندا شول على موقع كينوبويسك (الروسية)